# Giuseppe Pinto
Giuseppe Pinto (Noci, 26 de maig de 1952) és un arquebisbe i diplomàtic italià al servei de la Santa Seu.

## Biografia
Nascut el 26 de maig de 1952 a Noci, una localitat italiana de la província de Bari. És ordenat sacerdot l'1 d'abril de 1978. Doctor en Dret Canònic, va ingressar al servei diplomàtic de la Santa Seu, el 1984
El 4 de desembre de 2001 és designat Nunci Apostòlic al Senegal, Mali, Guinea Bissau i Cap Verd, i delegat apostòlic a Mauritània, sent nomenat també Arquebisbe Titular d'Anglona. Va rebre la consagració episcopal el 6 de gener de 2002 en la Basílica de Sant Pere pel Papa Joan Pau II.
El 5 de febrer de 2002 és nomenat Nunci Apostòlic pels estats de Mali, Cap Verd i Guinea Bissau. El 6 de desembre de 2007, el Papa Benet XVI el nomena Nunci Apostòlic a Xile, càrrec que ocupà fins al 10 de maig de 2011, quan és nomenat Nunci Apostòlic a les Filipines.